# Задушные люди
Заду́шные лю́ди — холопы, отпущенные на свободу по духовному завещанию владельца.

## Общие сведения
Задушными людьми называли социальную группу населения, представляющую собой холопов, отпущенных на свободу своим господином по завещанию.

## История
Задушные люди, как правило, ища охраны и покровительства, оказывались под опекой и юрисдикцией Православной церкви. В памятниках древнерусской литературы они упоминаются, например, в перечне подопечных богадельни в «Церковном уставе» великого князя киевского Владимира Святославича, сохранившемся во многих списках и редакциях XIII—XVII веков.
Задушные люди были одним из источников формирования зависимого населения на церковных землях. После проведения царским правительством секуляризации церковных и монастырских земель, согласно указу императрицы Екатерины II, все феодально зависимые крестьяне на этих землях были переданы в ведение специальной Коллегии экономии.